# Carlos Rosenkrantz
Carlos Fernando Rosenkrantz (Buenos Aires, 28 de octubre de 1958) es un abogado, juez y académico argentino, que se desempeña como ministro de la Corte Suprema de Justicia desde agosto de 2016, nombrado por Mauricio Macri en primera instancia por decreto con acuerdo del Senado. Fue presidente del máximo tribunal entre 2018 y 2021, vicepresidente desde 2021 y reelecto en 2024.
Fue el titular junto a Gabriel Bouzat de un importante estudio jurídico argentino, denominado Bouzat, Rosenkrantz & Asociados y rector de la Universidad de San Andrés hasta el año 2015 cuando fue designado como juez de la Corte Suprema de Justicia por el presidente Mauricio Macri mediante el Decreto 83/2015. El mismo fue objeto de críticas y recursos por recurrir a la facultad de designación en comisión, prevista en la Constitución pero con pocos antecedentes respecto de jueces del máximo tribunal. En junio de 2016 fue confirmado por el Senado.

## Biografía
Es hijo de un inmigrante polaco de origen judío y de una maestra católica natural de la provincia de Corrientes, siendo el primer ministro del máximo tribunal de origen judío.

### Estudios
Se graduó como abogado en 1983 de la Universidad de Buenos Aires y en 1987 hizo una maestría en Derecho en la Universidad de Yale. Dos años después se doctoró en la misma universidad con la Tesis “El igualitarianismo liberal: un ensayo en ética social”.

## Distinciones
Recibió la Medalla de Oro en el 1975 en el Colegio Nacional Domingo F. Sarmiento en Buenos Aires, fue abanderado en 1983 de la Facultad de Derecho de la Universidad de Buenos Aires con un Promedio Final de 9.42 . Asimismo, fue becario de la Comisión Fulbright del 1987 a 1989.

## Trayectoria
Su trayectoria política empezó con la Unión Cívica Radical como integrante del grupo de trabajo de Carlos Santiago Nino.
Colaboró con el Consejo para la Consolidación de la Democracia en el estudio de la reforma de la Constitución Nacional. Formó parte de Subcomisión 1: “Alcances de la Reforma” y la Subcomisión 4: “Descentralización, participación e institucionalización de los partidos políticos y las asociaciones intermedias” junto a Mirna Goransky y Roberto Gargarella.

## Experiencia Docente
Desde 1998 es profesor titular de teoría del Derecho en la UBA, y fue rector de la Universidad de San Andrés entre 2008 y 2017 donde también ejercie el cargo de Profesor Titular en la Facultad de Derecho en la actualidad.
En 1990 fue Profesor Visitante de Derecho de la Universidad de Denver en Colorado, Estados Unidos.
Entre 1996 y 2007 fue Profesor Global de Derecho en la School of Law (Escuela de Derecho) de la Universidad de Nueva York en Estados Unidos.[cita requerida] Durante el 2008 fue Profesor en la Maestría de Derecho y Argumentación en la Universidad Nacional de Córdoba.
En 1990 fundó junto a Gabriel Bouzat el estudio Bouzat, Rosenkrantz & Zbar, que reconoce entre sus clientes a corporaciones tales como Cablevisión, Grupo Clarín, La Nación, La Rural S.A., McDonald's e YPF, además de la Entidad Binacional Yaciretá, la provincia de Santa Fe y la provincia de Corrientes, entre otros. El estudio tuvo esa denominación hasta 2001, año en el que Agustín Zbar se retiró para dedicarse a la política, y pasó a llamarse Bouzat, Rosenkrantz & Asociados. En 2011 se asoció junto a Bouzat en la fundación de la ONG Asociación para la Defensa de la Competencia (ADC), el 21 de noviembre de 2000, él como presidente y su socio como tesorero. Organización que fue denunciada falsa y funcionó en la misma sede del estudio jurídico.
La misma presentó un amparo en protección de Cablevisión S.A y Fibertel, firma que fue absorbida por Cablevisión sin haberse liquidado. Los jueces de la Sala II de la Cámara Civil y Comercial Federal fueron de este modo engañados. También defendió a Ernestina Herrera de Noble y fue abogado del grupo Clarín y Cablevisión.
En 1991 participó como letrado patrocinante en un litigio que cuestionó la decisión de la Inspección General de Justicia de denegarle personería jurídica a la Comunidad Homosexual Argentina (CHA) por la orientación sexual de sus integrantes y su relación con los objetivos estatutarios de la entidad. Rosenkrantz patrocinó el recurso extraordinario ante la Corte Suprema de Justicia de la Nación. Aunque el litigio se perdió, los argumentos elaborados por Rosenkrantz en defensa de la CHA fueron aceptados en los votos disidentes de los jueces Petracchi y Fayt y se transformaron años más tarde en doctrina de la Corte Suprema en la causa "Asociación de Lucha por la Identidad Travesti-Transexual" del año 2006.
En 1994, Rosenkrantz fue asesor de Raúl Alfonsín en la Convención Constituyente.
En 2016 recibió el Premio Konex a las Humanidades de la Argentina, en la disciplina "Teoría y Filosofía del Derecho".

## Controversias
Su designación despertó, al comienzo, una fuerte polémica cuando fue designado como juez de la Corte Suprema en comisión por el presidente Mauricio Macri, dentro de la primera semana de su gestión, mediante un decreto que utilizaba un procedimiento con sólo once antecedentes en democracia para suplir vacantes en la Corte Suprema. Aquella designación fue duramente criticada, aunque algunos autores resaltaron la constitucionalidad de la medida. La polémica generada por su designación lo calificó de poco republicano e inconstitucional. Luego de audiencias públicas en el Senado fue ratificado por el Congreso.
Fue criticado por su artículo Advertencias a un internacionalista (o los problemas de Simón y Mazzeo) de 2007, en el cual
abordó los fallos de los casos Simón y Mazzeo y relativizó los fundamentos para declarar la nulidad de la Ley de Obediencia Debida y la Ley de Punto Final sobre delitos de lesa humanidad porque, según él, se basaban en la importación apresurada de jurisprudencia extranjera, lo que otorgaría una mayor discrecionalidad a los jueces que la utilización de la jurisprudencia local. En ese artículo sostiene que los argentinos no deben evadirse de las obligaciones internacionales que asumieron pero deben apelar, también, a las leyes locales para fortalecer la normativa que los constituye como sociedad.

No estoy discutiendo con Filippini acerca de si el derecho internacional integra o no integra nuestro derecho ni si debemos aplicar el derecho vigente y honrar los compromisos que nos vinculan. Lo único que quiero hacer aquí es llamar a la reflexión a aquellos que solo ven bondad en la práctica de diferirse a normas extranjeras o internacionales y contribuir a que se entienda la posición de aquellos que consideran que el autogobierno colectivo requiere que miremos mucho más para adentro para llegar a soluciones que puedan ser vistas como la reconstrucción de los principios que nos constituyen como la comunidad política que somos.

Ambos fallos declaraban la nulidad de las leyes de impunidad, gracias a los que se condenaron más de 600 represores. El primero declaraba la nulidad de las leyes de obediencia debida y punto final, y el segundo la de los indultos.
Rosenkrantz argumenta que a pesar de que los tratados internacionales a los que se apela hayan sido constitucionalizados por voluntad del pueblo, no son “producto de la comunidad política a la que pertenecemos o de la que somos miembros”. En su artículo critica los fallos de los casos Simón y Mazzeo, sobre delitos de lesa humanidad.
El 3 de mayo de 2017 integró junto a Highton de Nolasco y Horacio Rosatti el voto de la mayoría en la sentencia por la que la Corte Suprema de Justicia declaró que, conforme una interpretación literal del artículo 2 del Código Penal y subsidiariamente por el principio in dubio pro reo la fórmula de cómputo de la pena de la ley 24390 –transcurridos dos años en prisión preventiva, cada año de detención equivale a dos años de prisión, conocido como "dos por uno"- es aplicable a todos los juicios penales sin excepción, incluidos los delitos de lesa humanidad y los delitos permanentes. La ley 24390 estuvo vigente desde 1994 hasta 2001 en que fue derogada. Rosenkrantz y Highton consideraron que el beneficio de la aplicación de la ley penal más benigna, que surge del Código Penal, resulta extensivo a todos los delitos y que su posición es "aquella internacionalmente aceptada". Rosatti apoyó la decisión mayoritaria con un voto aparte en el que destaca el "dilema moral" que planteó el fallo. Los jueces Ricardo Lorenzetti y Juan Carlos Maqueda votaron contra la decisión mayoritaria, sosteniendo que debía realizarse una interpretación sistémica y contextual del artículo 2 del Código Penal y no meramente literal, que el derecho internacional obligaba a condenar adecuadamente los delitos de lesa humanidad y que en el caso de los delitos permanentes no se aplica el principio de ley penal más benigna, porque no hay sucesión de leyes, sino coexistencia, correspondiendo aplicar la más actual, como lo establece la jurisprudencia de la Corte Suprema, de la Corte Interamericana de Derechos Humanos y el Tribunal Europeo de Derechos Humanos. Este fallo fue muy criticado debido a que se dio en un caso de condena por delitos de lesa humanidad cometidos durante la última dictadura.
El 10 de junio de 2025, firmó, junto a los otros 2 cortesanos, el fallo que confirmó la condena a Cristina Fernández de Kirchner. 